# Institut za međunarodnu politiku i privredu
Das Institut za međunarodnu politiku i privredu (IMPP, offizielle englischsprachige Bezeichnung: Institute of International Politics and Economics (IIPE), deutsch: Institut für internationale Politik und Wirtschaft) ist ein Forschungsinstitut mit Sitz in Belgrad.
Es wurde 1947 auf Beschluss der Regierung Jugoslawiens gegründet. Erforscht wurden politische, wirtschaftliche und rechtliche Aspekte der Internationalen Beziehungen, wobei die Rolle der Bewegung der blockfreien Staaten einen Schwerpunkt bildete.
Seit 1966 gibt das IIPE die 1950 vom Jugoslawischen Journalistenverband gegründete Zeitschrift Međunarodna politika (ISSN 0543-3657) heraus, von der in den Jahren 1954–1991 auch eine deutschsprachige Ausgabe (Internationale Politik, ISSN 0535-4129) gedruckt wurde. Weitere vom IIPE herausgegebene Zeitschriften sind Međunarodna problemi (Internationale Probleme, gegründet 1949, ISSN 0025-8555) und Evropsko Zakonodavstvo (Europäische Gesetzgebung, gegründet 2002, ISSN 1450-6815).
Derzeit sind im IMPP rund 30 Forscher und rund 30 weitere Mitarbeiter beschäftigt. Heutige Forschungsschwerpunkte sind Internationale Beziehungen sowie die Beziehungen Serbiens zu den Staaten der Europäischen Union und Südosteuropas. Das Institut unterhält eine eigene Bibliothek.